# سازمان بستر آب‌های بین‌المللی

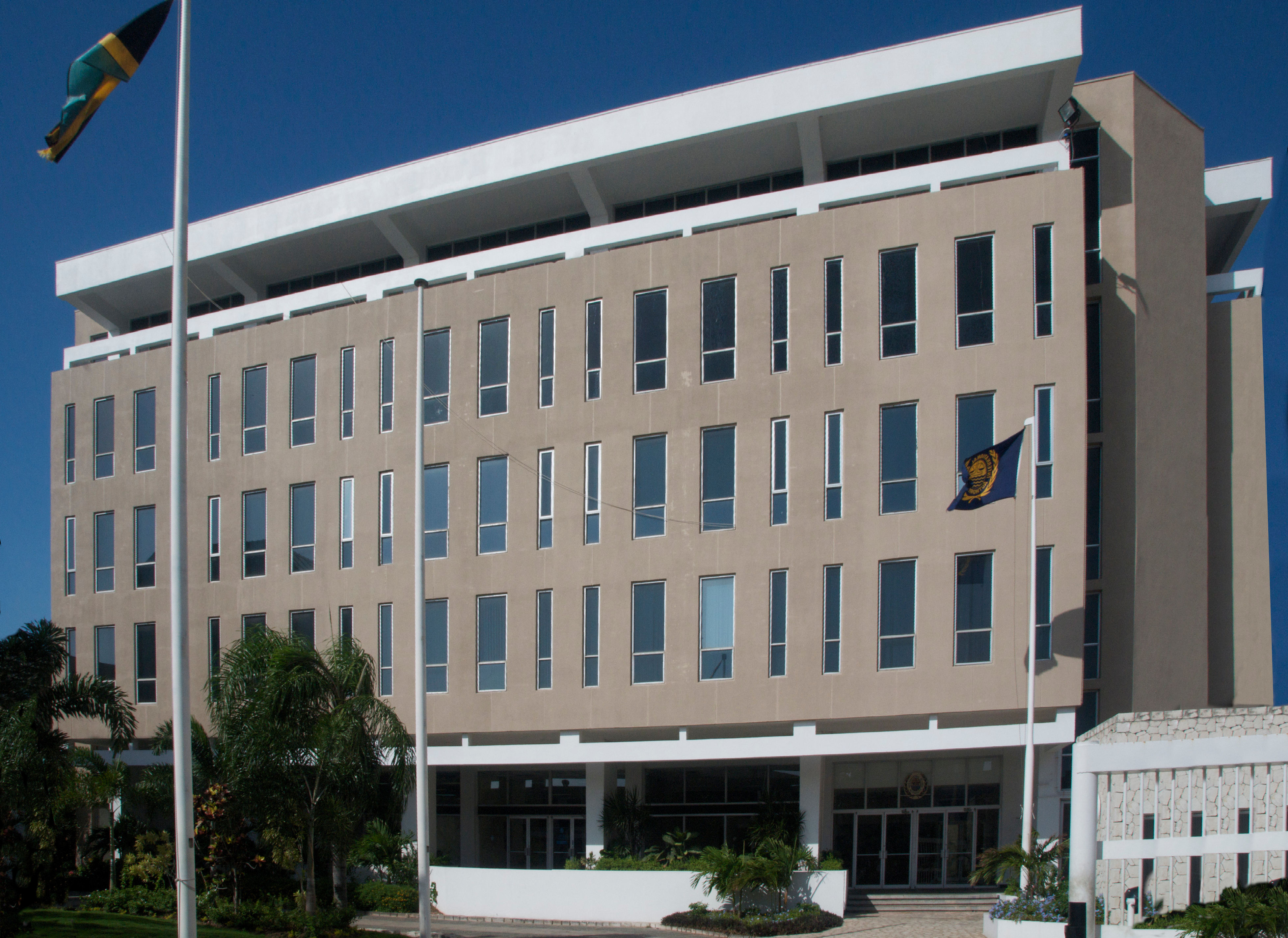

سازمان بستر آب‌های بین‌المللی (به انگلیسی: International Seabed Authority یا ISA) یک سازمان مستقل بین‌الدولی است که بر اساس کنوانسیون ملل متحد در مورد حقوق دریاها و موافقتنامه ۱۹۹۴ معروف به موافقت‌نامه نیویورک مربوط به اجرای بخش یازدهم عهدنامهٔ حقوق دریاها ایجاد شد. در ۱۶ نوامبر ۱۹۹۴ اولین اجلاس مربوط به تشکیل سازمان بین‌المللی اعماق دریاها در جامائیکا برگزار شد. سازمان که مقر آن در کینگستون، جامائیکا قرار دارد از نمایندگان کشورهای عضو عهدنامه حقوق دریاها تشکیل شده‌است. سازمان فعالیت کشورها را در این منطقه سازمان‌دهی، کنترل و هدایت می‌کند و مخصوصاً در زمینهٔ مدیریت منابع منطقه و توزیع منافع حاصله بین کشورها دارای اختیارات و وظایف ویژه‌ای است. سازمان تا فوریه ۲۰۱۶ تعداد ۱۶۷ عضو دارد و بر اصل برابری حاکمیت کشورهای عضو پایه‌گذاری شده‌است.

## ماهیت و وظایف سازمان
سازمان ناظر بر کلیهٔ فعالیت‌هایی است که در منطقه صورت می‌گیرد و اعمال کنندهٔ تمامی حقوقی است که بشریت به‌طور کلی از تمامی منابع منطقه برخوردار هستند. وظیفهٔ اصلی سازمان، مدیریت منابع منطقه به خصوص معادن آن است. سازمان وظیفهٔ حفاظت از محیط زیست دریایی در برابر هر گونه فعالیت‌های مخرب به هنگام بهره‌برداری یا اکتشاف از معادن منطقه را، نیز بر عهده دارد. از دیگر وظایف مهم سازمان اتخاذ تدابیر مناسب به منظور حفاظت از زیست بشری و محیط دریایی منطقه، کنترل فعالیت‌ها، صدور مجوزهای لازم و توزیع منصفانهٔ امتیازات اقتصادی ناشی کاوش و بهره‌برداری منابع منطقه است. سازمان هم‌چنین، مسئولیت تشویق کشورهای عضو عهدنامهٔ حقوق دریاها به انجام تحقیقات علمی دریایی در منطقه و تجزیه و تحلیل و انتشار این تحقیقات را بر عهده دارد. هزینه‌های سازمان بستر آب‌های بین‌المللی موقتاً از محل بودجهٔ سازمان ملل متحد تأمین می‌شود.

## ارکان اصلی سازمان
سازمان دارای ۴ رکن اصلی است.

### مجمع
مجمع عالی‌ترین و فراگیرترین رکن سازمان است و کلیهٔ اعضا در آن نماینده دارند. سایر ارکان سازمان در برابر مجمع مسئول و پاسخگو هستند.

### شورا
اولین شورای سازمان در دومین جلسه مجمع، در مارس ۱۹۹۶ انتخاب گردید. شورا رکن اجرایی سازمان است و از ۳۶ عضو سازمان که توسط مجمع با توجه به معیار توزیع منصفانهٔ جغرافیایی برای مدت ۴ سال انتخاب می‌شوند، تشکیل شده‌است. توزیع منصفانه بدین ترتیب است که ۴ کشور از واردکنندگان و مصرف‌کنندگان مواد کانی منطقه، ۴ کشور از صادرکنندگان مواد کانی و منابع استخراج شده از منطقه، ۴ کشور از سرمایه‌گذاران بزرگ در منطقه، ۶ کشور در حال توسعه و معرف منافع خاص در منطقه و ۱۸ کشور به منظور اطمینان‌سازی در خصوص این‌که توزیع منصفانه جغرافیایی کاملاً رعایت گردیده، عضو شورا می‌باشند. شورا برای ایجاد تطابق با عهدنامه حقوق دریاها و سیاست‌های مجمع تدابیر خاصی را اتخاذ می‌کند. کمسیون برنامه‌ریزی اقتصادی و کمسیون حقوقی و فنی از ارکان وابسته به شورا هستند. شورا کنترل و نظارت بر تمامی فعالیت‌های صورت گرفتهٔ دولت‌ها به منظور اکتشاف و بهره‌برداری از منابع منطقه را، بر عهده دارد و بر اساس این سیستم مادامی که یک قرارداد میان سازمان و بهره‌بردار صورت نگرفته‌است انجام عملیات کاوش امکان‌پذیر نیست. وظیفهٔ شورا تنظیم مفاد این قراردادها، تصویب ارکان قراداد و نظارت بر اجرای مفاد آن و استاندارسازی ارکان قراداد با ساز و کارهای محیطی است. شورا هم چنین نقش گسترده‌ای در تمامی جنبه‌های وظایف سازمان ایفا می‌کند. به عنوان مثال، افرادی را برای تصدی پست دبیرکلی سازمان پیشنهاد می‌کند، در خصوص بودجهٔ تصویب شده توسط مجمع توصیه‌هایی ارائه می‌دهد یا در آن تجدیدنظر می‌کند. هم‌چنین مجمع را در اتخاذ هر نوع سیاست کمک می‌کند.

### کمیته مالی
کمیتهٔ مالی بر اساس نص صریح بخش ۱۱ موافقت‌نامه ۱۹۹۴ برای پوشش عملیات مالی و مدیریت منابع مالی سازمان ایجاد گردید. کمیته مالی متشکل از ۱۵ عضو اصلی سازمان است که بر اساس توزیع عادلانه جغرافیایی از سوی مجمع برای یک دورهٔ ۵ ساله انتخاب می‌شوند.

### دبیرخانه
دبیرخانه سازمان مرکب از دبیرکل و کارمندان لازم برای اجرای وظایف مربوط این رکن است. دبیرکل از طریق دبیرخانه بر اجرای سیاست‌ها و ارتباطات بیرونی مقام نظارت می‌کند. دبیرکل که از جانب مجمع انتخاب می‌شود، عالی‌ترین مقام اداری سازمان است و به همین جهت از حق شرکت در کلیه جلسات دیگر ارکان مقام، برخوردار است.